# Brave New World Revisited
Brave New World Revisited is een in 1958 verschenen non-fictieboek van de Brits-Amerikaanse schrijver Aldous Huxley, bijna dertig jaar na zijn roman Brave New World.
Huxley beschouwt hierin of de moderne wereld zich naar zijn visie op de toekomst uit de jaren dertig ontwikkelde, dan wel zich daarvan verwijderde. Het in 1946 bij de nieuwe edities van zijn roman gevoegd voorwoord vormde reeds een voorschot op of eerste aanzet tot deze beschouwing.
Toen Huxley begin jaren 30 van de 20e eeuw de originele roman schreef, geloofde hij dat het een redelijke visie gaf van waar de wereld en de mensheid in de toekomst naartoe zouden gaan. In Brave New World Revisited concludeerde hij dat de wereld veel sneller op Brave New World was gaan lijken dan waarmee hij aanvankelijk rekening had gehouden.
Huxley analyseerde de oorzaken hiervan, zoals de overbevolking, evenals alle middelen waarmee bevolkingen kunnen worden gecontroleerd. Hij was vooral geïnteresseerd in de effecten van medicijnen en subliminale suggestie. Brave New World Revisited is anders van toon vanwege Huxley's verder ontwikkeld denken, ook na zijn bekering tot de Vedanta die inmiddels had plaatsgevonden.
Het laatste hoofdstuk van het boek is bedoeld om maatregelen voor te stellen die zouden kunnen worden ondernomen om te voorkomen dat een democratie verwordt to de totalitaire wereld zoals hij had beschreven in Brave New World.
In zijn laatste roman, Island, zou hij opnieuw soortgelijke ideeën uiteenzetten om een utopische natie te beschrijven, die echter algemeen wordt gezien als juist een tegenhanger van Brave New World.